# كلوستريديوم سماني
كلوستريديوم كولينوم أو كلوستريديوم سماني هي بكتيريا موجبة غرام لاهوائية مكونة للأبواغ من جنس كلوستريديوم عزلت من الدجاج. الكلوستريديوم السماني قد تسبب التهاب معوي تقرحي لدى الدجاج

## قراءة إضافية
- Uzal, Francisco A.; Songer, J. Glenn; Prescott, John F.; Popoff, Michel R. (2016). Clostridial Diseases of Animals (بالإنجليزية). John Wiley & Sons. ISBN:9781118728406.
- Encyclopedia of Agriculture and Food Systems (بالإنجليزية). Elsevier. 2014. ISBN:9780080931395.
- Greenacre, Cheryl B.; Morishita, Teresa Y. (2014). Backyard Poultry Medicine and Surgery: A Guide for Veterinary Practitioners (بالإنجليزية). John Wiley & Sons. ISBN:9781118403860.